# Atmen
Atmen is een bestuurslaag in het regentschap Timor Tengah Utara van de provincie Oost-Nusa Tenggara, Indonesië. Atmen telt 1509 inwoners (volkstelling 2010).